# Bobrůvka (Fluss)
Die Bobrůvka, die auch als Bobrovka bezeichnet wird, ist ein Fluss in Tschechien. 
Er durchfließt die Bezirke Okres Žďár nad Sázavou (Bezirk Saar) und Okres Brno-venkov (Bezirk Brünn-Land).
Der Fluss entspringt 1 km westlich von Rokytno auf einer Höhe von 724,99 m und fließt dann in südöstlicher Richtung weiter über Nové Město na Moravě und Bobrová. 
Bei Dolní Loučky, am Fuße der Böhmisch-Mährischen Höhe, mündet die Libochůvka in die aus nordwestlicher Richtung kommende Bobrůvka. Diese fließt dann als Loučka in östlicher Richtung weiter und mündet nach etwa 4 km bei Předklášteří in die Svratka.
Die Bobrůvka ist 54,5 km lang und hat ein Einzugsgebiet von 236,9 km².